# Katina Papa
Katina Papa foi um escritor grego.